# Hetaerina vulnerata
Hetaerina vulnerata – gatunek ważki z rodziny świteziankowatych (Calopterygidae). Występuje na terenie Ameryki Północnej, Ameryki Południowej i Ameryki Środkowej.